# Friedrich Gulda
Friedrich Gulda (* 16. Mai 1930 in Wien; † 27. Jänner 2000 in Weißenbach am Attersee)  war ein österreichischer Pianist und Komponist.

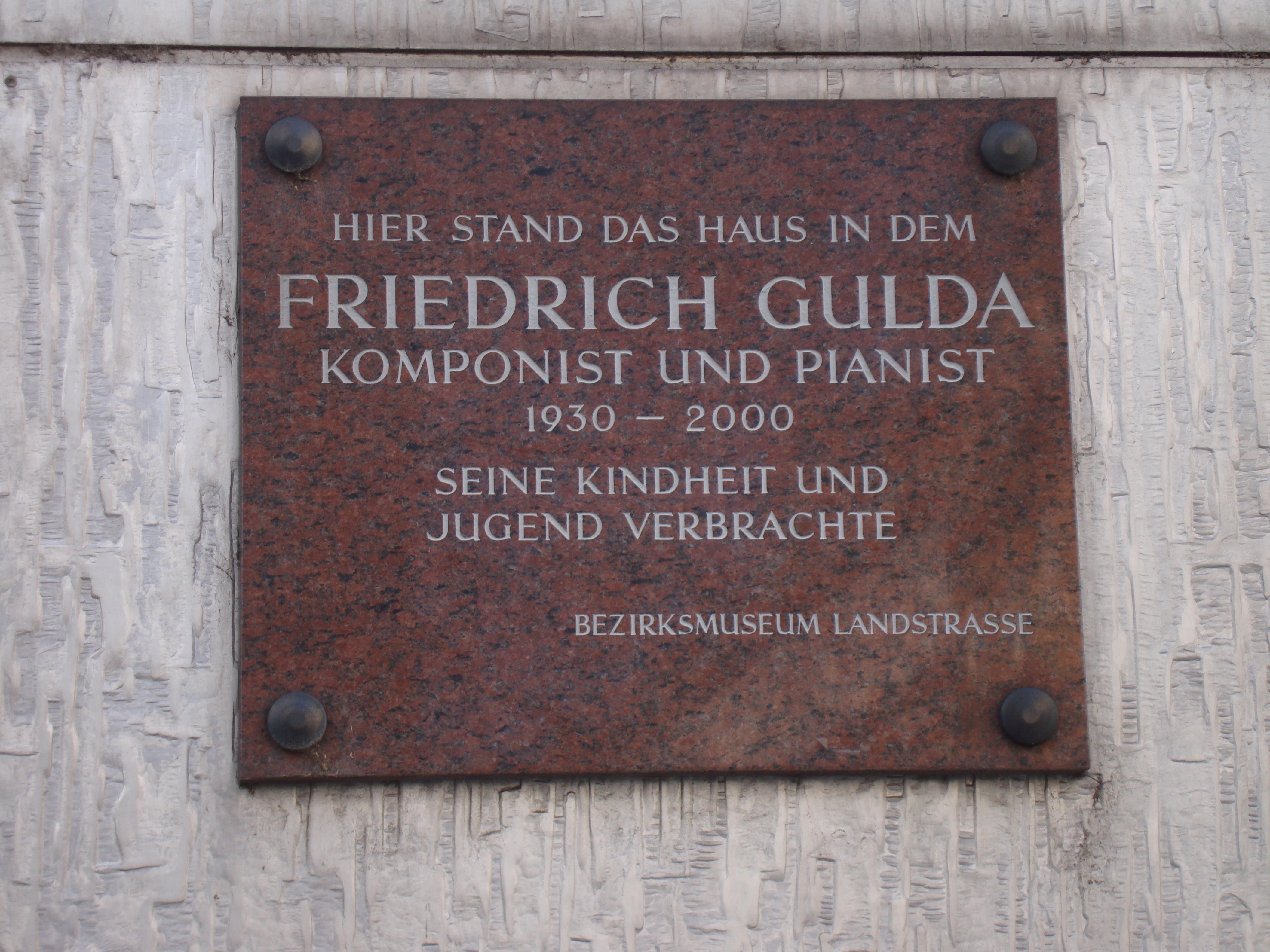
Gedenktafel am Haus Marxergasse 24, Wien III.

## Leben

### Der Pianist
Gulda begann im Alter von sieben Jahren mit dem Klavierspiel. 1942 nahm er eine Musikausbildung bei Bruno Seidlhofer (Klavier) und Joseph Marx (Musiktheorie und Komposition) an der Wiener Musikakademie, der heutigen Universität für Musik und darstellende Kunst Wien, auf. Mit 16 Jahren reüssierte er beim Internationalen Genfer Musikwettbewerb und gelangte danach rasch zu Weltruhm. Seine äußerst exakten, um besondere Werktreue bemühten Mozart- und Beethoven-Interpretationen gelten bis heute als Meilensteine in der Interpretationsgeschichte. Charakteristisch für Gulda ist ein äußerst präzises und rhythmisch akzentuiertes Spiel.
Sein Repertoire umfasste Werke von J. S. Bach, Mozart, Beethoven, Schubert, Chopin, Debussy und Ravel, wobei vor allem seine Interpretationen der Klaviersonaten Beethovens und des Wohltemperierten Klaviers von Bach Aufsehen erregten. In seinen Konzerten spielte er Werke Bachs häufig originalgetreu auf einem Clavichord.
Gulda hatte ein hervorragendes Gedächtnis. Er brauchte sich zum Beispiel (wie Workshopteilnehmer berichten) den Notentext von Robert Schumanns „Waldszenen“ nur wenige Minuten lang anzuschauen, um das Werk dann auswendig zu spielen.
Eine der berühmtesten Schülerinnen Guldas ist die argentinische Pianistin Martha Argerich.

### Der Komponist
Gulda betätigte sich auch als Komponist und schrieb unter anderem für Heinrich Schiff ein Konzert für Violoncello und Blasorchester mit den Sätzen Ouverture, Idylle, Cadenza, Menuett und Finale alla marcia sowie ein Concerto for Players and Singers für Klavier solo, Chor und Orchester. Für seine Lebensgefährtin Ursula Anders schrieb er 1981 das Concerto for Ursula für Perkussionsinstrumente und Orchester. 1967 vertonte er einige der Galgenlieder von Christian Morgenstern und veröffentlichte sie gemeinsam mit Georg Kreisler (Gesang) und Blanche Aubry (Gesang). Einige „moderne Wienerlieder“ veröffentlichte er zusammen mit dem ihm auffällig ähnelnden Sänger Albert Golowin, der sich von ihm im Wesentlichen durch schwarzen Vollbart und dickrandige Brille unterschied – erst nach Jahren fanden einige Kritiker heraus, dass Albert Golowin und Friedrich Gulda dieselbe Person waren.

### Jazz und Pop
In jungen Jahren entdeckte Gulda auch die Liebe zum Jazz, den er als die maßgebliche Richtung moderner Musikentwicklung ansah. 1951 lernte er den etwa gleichaltrigen Jazz-Musiker Joe Zawinul kennen. Ab Mitte der 1950er Jahre erarbeitete er sich einen Ruf als Jazz-Interpret und -Komponist. In seinen Konzerten bemühte er sich immer mehr um Aufhebung der Trennung zwischen E-Musik und U-Musik. 1971 veröffentlichte er bei Papageno in Wien einen 110-seitigen Band mit eigenen Werken unter dem Titel „Klavier-Kompositionen“ (dieser enthält u. a. die Werke: Play Piano Play, Sonatine, Prelude and Fugue, Variationen über Light My Fire und Variations). Bei „Play Piano Play“ handelt es sich um zehn Übungsstücke für Klavier mit ansteigendem Schwierigkeitsgrad und zunehmendem Improvisationsanteil. Von 1972 bis 1978 spielte er im Trio Anima mit Paul Fuchs und Limpe Fuchs und später zu zweit mit der Sängerin und Perkussionistin Ursula Anders hauptsächlich frei improvisierte Musik. Er komponierte Jazz-Klavierstücke und kombinierte in seinen Konzerten klassische Musik und Jazz. Gleichwohl blieb ihm hierfür echte Anerkennung versagt. So schreibt der Musikkritiker Robert Fischer: „Friedrich Guldas Ausflüge in den Jazz wurden einst von den Hohepriestern der Klassik nur mit spitzen Fingern angefasst wie etwas, das man allenfalls zu erdulden habe, weil er doch so schön Mozart spiele.“
Gulda war einer der weltweit wenigen Musiker, die sich neben der Leistung als klassische Pianisten mit den Jazzgrößen ihrer Zeit auf gleichem pianistischem und improvisatorischem Niveau einbringen konnten.
Im Juni 1956 spielte Gulda mit seinem Sextett zwei Konzerte im legendären Jazzclub Birdland in New York (dokumentiert auf den Alben Friedrich Gulda at Birdland und A Man of Letters).
Von 1986 bis 1989 gab er gemeinsam mit Joe Zawinul einige Konzerte.
Ganz zuletzt arbeitete Gulda auch mit Techno- und House-Musikern zusammen. Auf seinem letzten Album Summerdance „vermischte“ er 1999 mit DJ Pippi u. a. „Techno und Klassik“.

### Auftreten auf der Bühne
Guldas Auftreten auf der Bühne war unkonventionell. So spielte er einmal auf der Bühne nackt das Krummhorn. Auch wich er in Konzerten immer wieder vom angekündigten Programm ab und trug andere Werke vor. 1969, anlässlich der Verleihung des Beethoven-Rings durch die Wiener Musikakademie, kritisierte Gulda in seiner Dankesrede vor Direktoren, Professoren und Studenten den aus seiner Sicht verstaubten und verknöcherten Ausbildungsbetrieb. Wenige Tage später gab er den Ehrenring zurück. Im Sommer 1973 spielte Gulda beim von ihm initiierten 5. Internationalen Musikforum Viktring das Eröffnungskonzert, doch statt des angekündigten Wohltemperierten Klaviers von Johann Sebastian Bach begann der Pianist (begleitet von Paul und Limpe Fuchs) mit ungewöhnlichen Klängen. Als der Musikvortrag nach zweieinhalb Stunden endete und der größte Teil der in Abendgarderobe gekommenen Gäste den Saal verlassen hatte, spielte Gulda zwei Stunden lang aus dem angekündigten Wohltemperierten Klavier. Im Winter 1980/81 spielte er in einer Serie von Konzert-Matineen an der Bayerischen Staatsoper sämtliche Klaviersonaten von Mozart.
1999 gab Gulda im Wiener Konzerthaus eine Paradise Night, die er Wochen vor seinem tatsächlichen Ableben nach einer von ihm selbst lancierten Falschmeldung seines Todes als Auferstehungsfest veranstaltete und bei der er durch Tänzerinnen, die Paradise Girls, und DJs unterstützt wurde.

### Privates
Friedrich Gulda war von 1956 bis 1966 mit der Schauspielerin Paola Loew verheiratet, aus der Ehe gingen die zwei Söhne David Wolfgang und Paul hervor. Im Jahr 1967 heiratete er auf seiner Japan-Tournee Yuko Wakiyama, aus der Ehe ging Sohn Rico hervor; diese Ehe ging 1973 auseinander. Seit 1974 lebte und arbeitete er mit der Musikerin Ursula Anders zusammen. Seine Söhne Paul und Rico wurden Pianisten. Paul Gulda trat auch als Dirigent auf, Rico Gulda als Kulturmanager und Produzent.

### Krankheit und Tod

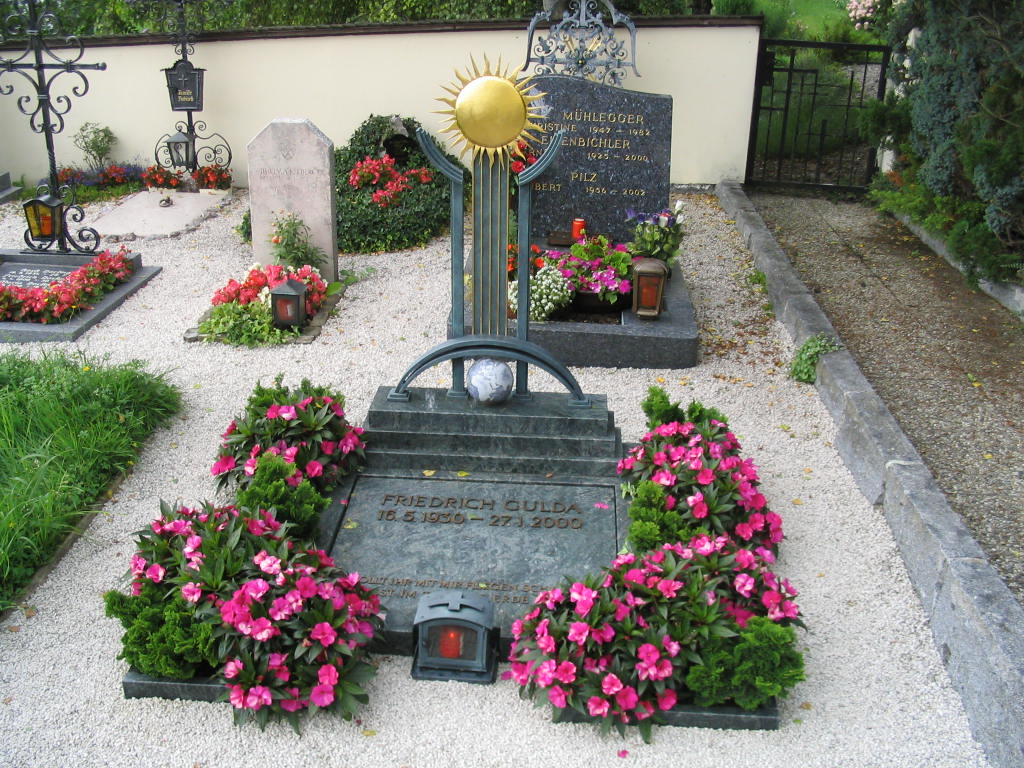
Grab von Friedrich Gulda in Steinbach am Attersee

In späteren Jahren wurde der Kettenraucher Friedrich Gulda schwer herzkrank und hatte sich mehreren Bypass-Operationen zu unterziehen. Wie der Cover-Beschreibung seiner letzten Schubert-Einspielung vom August 1999 zu entnehmen ist (unter seinem eigenen Label Paradise erschienen), wusste Gulda seinerzeit schon von seinem unmittelbar bevorstehenden Tod. Er starb am 27. Jänner 2000, dem Geburtstag von Wolfgang Amadeus Mozart, den er unter allen Komponisten am meisten verehrt hatte, und wurde auf dem Friedhof von Steinbach am Attersee in Oberösterreich beigesetzt.
Der Grabstein trägt die Inschrift

„Wollt ihr mit mir fliegen schweben, 
lasst im Takt die Erde beben“

## Rezeption

### Friedrich-Gulda-Ausstellung
Im Musikinstrumentenmuseum Schloss Kremsegg in Kremsmünster werden das künstlerische Schaffen und die internationale Karriere des Künstlers dokumentiert. Den Mittelpunkt bildet sein Domizil in Weißenbach am Attersee, in dem er am 27. Januar 2000 verstarb. Ein weiterer Schwerpunkt der Ausstellung ist der Diskografie und den Originalinstrumenten Friedrich Guldas gewidmet.

### Friedrich-Gulda-Park
Nach Friedrich Gulda wurde eine Parkanlage im 3. Wiener Gemeindebezirk Landstraße benannt.

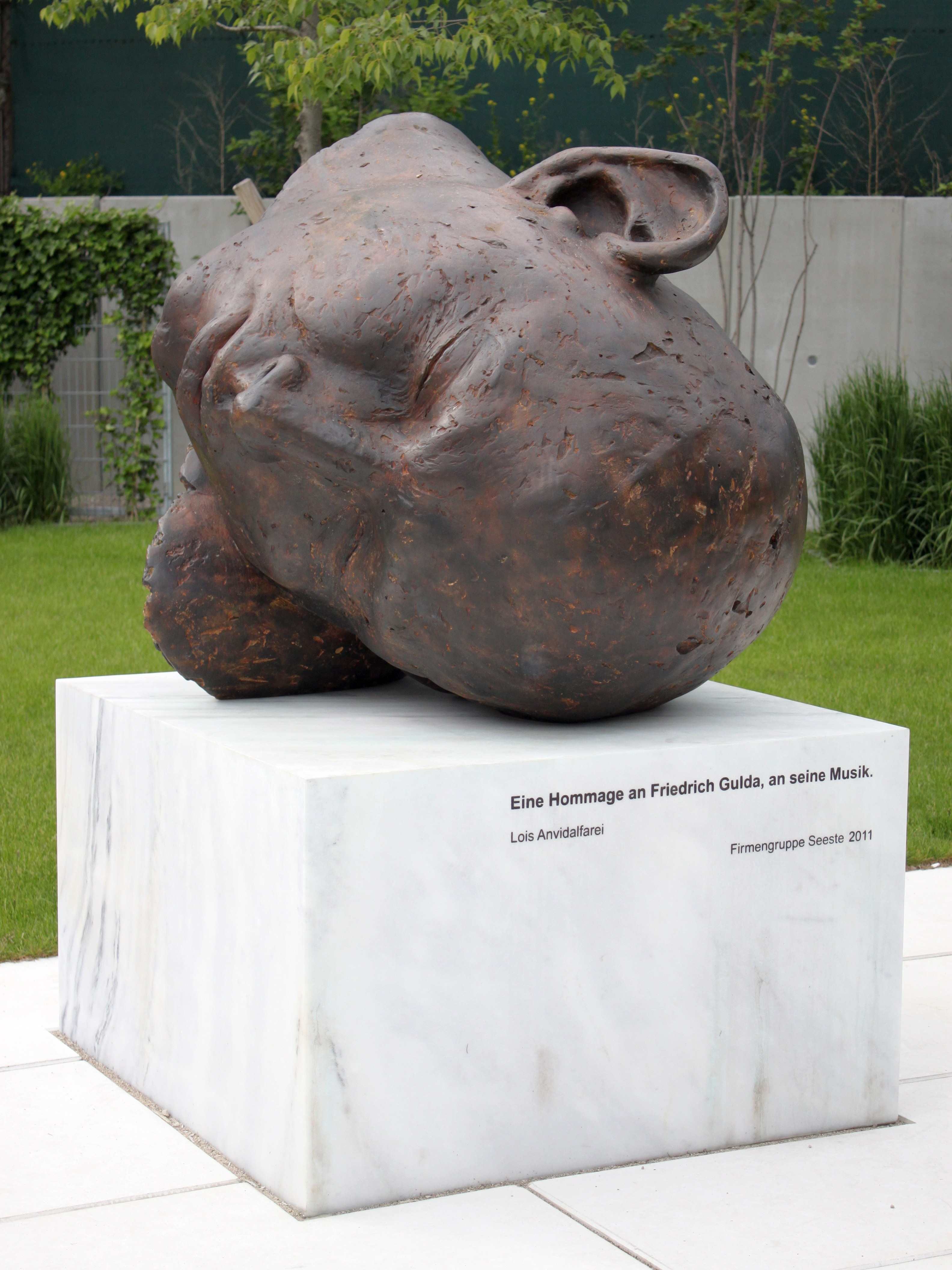
Denkmal im Friedrich-Gulda-Park in Wien-Landstraße von Lois Anvidalfarei (2011)

## Filme
- 1981: Der Wanderer – Friedrich Gulda 1981, Porträt von János S. Darvas, LOFT/Bodo Kessler Film, 1981, Erstsendung: WDR vom 17. Oktober 1981, Redaktion: Manfred Gräter (Informationen über den Film)
- 2002: Friedrich Gulda – So what?! – Regie: Benedict Mirow (mit Fridemann Leipold, Texte gesprochen von Ulrich Mühe) (Informationen über den Film); am 12. Oktober 2007 von der Deutschen Grammophon als DVD veröffentlicht (UNI 734376)

## Auszeichnungen
- 1959: Österreichisches Ehrenkreuz für Wissenschaft und Kunst
- 1989: Ehrenring der Stadt Wien